# Mellantistron
Mellantistron är en ö i Finland.   Den ligger i kommunen Hangö i den ekonomiska regionen  Raseborgs ekonomiska region  och landskapet Nyland, i den södra delen av landet, 120 km väster om huvudstaden Helsingfors. Arean är 0,27 kvadratkilometer.
Terrängen på Mellantistron är mycket platt. Öns högsta punkt är 9 meter över havet. Den sträcker sig 0,6 kilometer i nord-sydlig riktning, och 0,8 kilometer i öst-västlig riktning.